# Izgrew (obwód Burgas)
Izgrew (bułg. Изгрев) – wieś w południowo-wschodniej Bułgarii, w obwodzie Burgas, w gminie Carewo. Według danych Narodowego Instytutu Statystycznego, 31 grudnia 2011 roku wieś liczyła 32 mieszkańców.